# オーヴァー・マイ・ヘッド
「オーヴァー・マイ・ヘッド」（Over My Head）は、フリートウッド・マックが1975年に発表した楽曲。クリスティン・マクヴィーが作詞作曲しリード・ボーカルをつとめている。

## 概要
1975年7月11日発売のアルバム『ファンタスティック・マック』に収録された。同年9月24日、アメリカでシングル・カットされた。翌年1976年1月17日付のビルボードのHot 100で20位を記録した。
シングル・バージョンはラジオで放送されることを重要視し、大きくミックスし直されている。他にアルバムからシングルカットされた「リアノン」「セイ・ユー・ラヴ・ミー」も同様のリミックスが施されており、これが奏功して3曲ともトップ20ヒットを獲得。『ファンタスティック・マック』も1976年9月4日付のアルバム・チャートで1位に記録する大ヒットとなった。
2002年発売のアルバム『ヴェリー・ベスト・オブ・フリートウッド・マック』にシングル・バージョンは初めて収録された。2004年のアルバムのリイシュー版にもシングル・バージョンは収録されている。
1980年12月発売の2枚組のアルバム『フリートウッド・マック・ライヴ』にライブ・バージョンが収録されている。
2018年1月発売の『ファンタスティック・マック』のエクスパンデッド・エディションまたはボックスセットに、シングル・バージョン、アーリー・テイク、1976年1月26日録音のライブ・バージョンなどが収録された。
2023年9月8日、2枚組のライブ・アルバム『噂～ライヴ』が発売。1977年8月29日から31日にかけてロサンゼルスのフォーラムで行われた公演のうち18曲が収録され、「オーヴァー・マイ・ヘッド」もその中に含まれた。

## 演奏者
- クリスティン・マクヴィー - オルガン、リード・ボーカル
- リンジー・バッキンガム - エレクトリック・ギター、アコースティック・ギター、バッキング・ボーカル
- スティーヴィー・ニックス - バッキング・ボーカル
- ジョン・マクヴィー - ベース
- ミック・フリートウッド - ドラム、ボンゴ